# Hawaii Tennis Open
Hawaii Tennis Open – żeński turniej tenisowy kategorii WTA 125K series zaliczany do cyklu WTA, rozgrywany na twardych kortach w amerykańskiej miejscowości Honolulu począwszy od sezonu 2016. Od 2018 roku jest to turniej pokazowy.

## Mecze finałowe

### gra pojedyncza kobiet
| Rok  | Mistrzyni        | Finalistka       | Wynik           |
| 2019 | Danielle Collins | Angelique Kerber | wycofała się    |
| 2018 | Elise Mertens    | Eugenie Bouchard | 2:6, 7:5, 12–10 |
| 2017 | Zhang Shuai      | Jang Su-jeong    | 0:6, 6:2, 6:3   |
| 2016 | Catherine Bellis | Zhang Shuai      | 6:4, 6:2        |

### gra podwójna kobiet
| Rok  | Mistrzynie                  | Finalistki                 | Wynik             |
| 2017 | Hsieh Shu-ying Hsieh Su-wei | Eri Hozumi Asia Muhammad   | 6:1, 7:6(3)       |
| 2016 | Eri Hozumi Miyu Katō        | Nicole Gibbs Asia Muhammad | 6:7(7), 6:3, 10–8 |

### gra pojedyncza mężczyzn
| Rok  | Mistrzyni     | Finalistka        | Wynik              |
| 2019 | Sam Querrey   | Brandon Nakashima | 6:4, 6:7(7), 13–11 |
| 2018 | Kei Nishikori | Milos Raonic      | 7:6, 7:6           |

### gra mieszana
| Rok  | Mistrzynie                          | Finalistki                   | Wynik             |
| 2019 | Christian Harrison Danielle Collins | Sam Querrey Yanina Wickmayer | 6:4, 6:7(6), 10–6 |